# Carl Breitbach
Carl Breitbach ou Karl Breitbach, né 14 mai 1833 à Berlin, et mort 26 juin 1904 à Cassel, est un peintre prussien.

## Biographie
Carl Breitbach est né 14 mai 1833 à Berlin.
Il est élève de l'Académie Prussienne des Arts dans cette ville, et de Thomas Couture à Paris. Il s'installe à Berlin, où il se consacre à la peinture de paysages, de genre, et de portraits.
Il meurt le 26 juin 1904 à Cassel.

## Œuvres

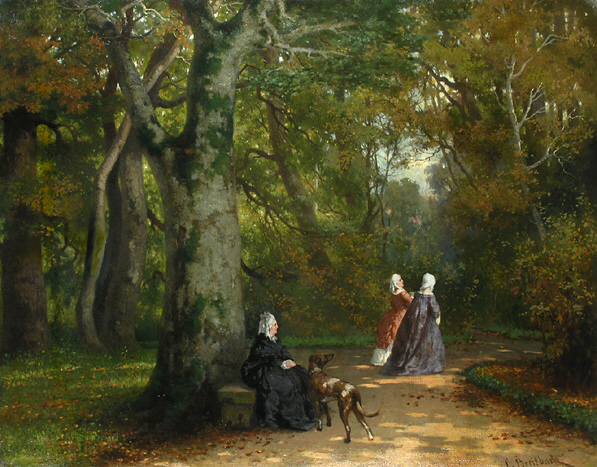
Trois femmes dans le parc

Voici quelques-unes de ses principales œuvres :
- "Moulin de Saint-Ouen, près de Paris"
- "Le parc de Trianon"
- "Soir d'automne dans la Vallée de la Weser"
- "Lever du soleil sur les hauts plateaux bavarois"
- "Kirmess-Joy"
- "Kirmess-Woe"
- "At the Fortune Teller's"
- "In the Village Tavern"

Il fait des portraits de l'intendant général von Hülsen, du peintre Theodor Alexander Weber, de l'écrivain Theodor Fontane et d'autres.